# Молодість. Випуск 4-й
«Молодість. Випуск 4-й» — радянський кіноальманах у трьох новелах 1982 року, знятий режисерами Борисом Галкіним, Миколою Лирчиковим і Миколою Скуйбіним на кіностудії «Мосфільм».

## Сюжет
Кіноальманах складається з трьох новел: «Що можна Кузенкову?», «Ваня», «І будемо жити».

### «Ваня»
Влітку Ваня живе у бабусі з дідусем у селі. Незабаром хлопчику до школи, і за ним із міста приїжджає мама з вітчимом. Найбільше хлопчику не хочеться розлучатися зі старшим другом — трактористом Гришею, який не вважає Ваню маленьким і охоче бере завжди із собою. Гриша вмовляє хлопчика їхати з батьками та обіцяє Вані (своєму синові) приїхати до міста.

### «І будемо жити»
Йде громадянська війна. Сім'я Чирків живе, як і колись, полюванням, не помічаючи війни. Але до пори до часу.

### «Що можна Кузенкову?»
Якось Кузенков вирішив не брати прості замовлення, які йому ні досвіду, ні слави не додають. Відмовляючись від термінових замовлень та ігноруючи розпорядження керівництва, найкращий марнотратник заводу планку своєї майстерності піднімає все вище та вище.

## У ролях
- Іван Агафонов — головна роль
- Сергій Волкош — головна роль
- Юрій Воробйов — головна роль
- Валентина Грушина — роль другого плану
- Тамара Дегтярьова — роль другого плану
- Володимир Івашов — Максим
- Юрій Каюров — роль другого плану
- Леонід Крюк — роль другого плану
- Олег Куценко — роль другого плану
- Федір Одиноков — начальник цеху
- Микола Пастухов — дід
- Юрій Петров — роль другого плану
- Сергій Плотников — роль другого плану
- Юрій Потьомкін — роль другого плану
- Олена Проклова — роль другого плану
- Борис Руднєв — роль другого плану
- Геннадій Сайфулін — Кузенков
- Михайло Сайфулін — роль другого плану
- Марія Скворцова — роль другого плану
- Геннадій Скоморохов — роль другого плану
- Федір Стуков — Ваня
- Володимир Трещалов — Іван Чирок
- Микола Сморчков — робітник
- Олександр Коняшин — епізод
- Валерій Фролов — козак
- Іван Лощилін — козак
- Віктор Отіско — епізод

## Знімальна група
- Режисери — Борис Галкін, Микола Лирчиков, Микола Скуйбін
- Сценаристи — Едуард Володарський, Іван Лощилін, Микола Лирчиков, Олександр Рогожкін
- Оператори — Наум Ардашников, Володимир Климов, Андрій Пашкевич
- Композитори — Кирило Волков, Юліан Грюнберг, Василь Лобанов
- Художники — Борис Бланк, Вадим Кислих, Петро Пашкевич